# Solar do Conde de Porto Alegre
Le Solar do Conde de Porto Alegre est un bâtiment historique de la ville de Porto Alegre, capitale de l'État brésilien du Rio Grande do Sul, situé Rua General Canabarro (pt), 363.

## Histoire
Il est construit vers 1830 pour servir de résidence au commandant Israel Soares de Paiva, décédé le 21 mars 1859. Paiva était l'oncle et le tuteur de la comtesse de Porto Alegre. Il a épousé Belmira da Silva Lima e Paiva, mais ils n'auront pas d'enfants. Il y vécut avec sa femme, puis avec les orphelines Bernardina et Clara, filles de son frère Antônio Soares de Paiva et de Clara Joaquina de Castro Antiqueira (fille du vicomte de Jaguari). Bernardina Soares de Paiva reçut le manoir en cadeau de mariage ; elle était la seconde épouse du comte de Porto Alegre, figure marquante de l' histoire du Rio Grande do Sul . Il appartint à la famille, descendante du comte de Porto Alegre, jusqu'en 1932, date à laquelle il fut vendu au gouvernement de l'État du Rio Grande do Sul .
En 1933, il est utilisé par le Quartier Général de la Police « Ratos Brancos », avec sa configuration originale modifiée, comme les ouvertures extérieures qui passent de cadres en arc à des linteaux droits.
À partir de ce moment, il abrite plusieurs organismes publics, tels que le siège de la Garde civile, la direction de la police, l'Institut médical légal et le DOPS, centre de répression pendant la dictature.
Devenu le siège de la Division de la police routière, il abrite de nos jours (2025) le département du Rio Grande do Sul de l'Institut brésilien des architectes. Son importance lui a valu d'être classé monument historique par la municipalité en 1998.

## Architecture
À l'origine, il présentait des éléments de style colonial portugais, avec des ouvertures cintrées, des tuiles en forme de corema album et une petite arche courant le long de l'axe central de la façade, mêlés au néoclassicisme typique de l'époque impériale, avec des parapets et des pilastres en façade. En 1933, il a subi des rénovations qui ont notamment permis de supprimer la petite arche et de régulariser les ouvertures, en leur conférant des linteaux droits.
D'une superficie totale de 921 mètres carrés, la maison a une surface construite de 761,34 mètres carrés. Au rez-de-chaussée, un hall central dessert deux ailes, l'une à l'est, l'autre à l'ouest, avec des salons. L'étage supérieur présente un plan rectangulaire avec des balcons aux appuis de fenêtre en fer. Les murs sont en briques de maçonnerie, enduites de chaux, de sable et d'argile, avec des traces de coquillages,.